# Ryan Dodyk
Ryan Dodyk (* 4. Dezember 1996) ist ein kanadischer Radrennfahrer.

## Sportlicher Werdegang
Dodyk stammt aus Lloydminster und betrieb zunächst Eisschnelllauf. Radfahren nutzte er anfangs nur als Ausgleichssport im Sommer. Erst während seines Studiums an der University of Alberta in Edmonton wechselte er zum Radsport, wobei er sich auf die Bahn spezialisierte.
2019 nahm Dodyk erstmals an kanadischen Meisterschaften teil, seine ersten Einsätze für die Nationalmannschaft hatte er 2021. Im Lauf des Nations Cup 2021 in Cali siegte er im Teamsprint an der Seite von Hugo Barrette und Nick Wammes mit neuem kanadischen Rekord. Bei den Panamerika-Meisterschaften 2022 gewann er mit anderen Partnern eine Silbermedaille. Als kanadischer Meister 2022 im Zeitfahren konnte er auch einen individuellen Erfolg verbuchen.
Im letzten Lauf des Nations Cup 2024 erzielte Dodyk mit James Hedgcock und Tyler Rorke vor Heimpublikum in Milton den dritten Platz im Teamsprint, der in letzter Minute die Qualifikation für die Olympischen Spiele 2024 sicherstellte.

## Erfolge
2021
 Nations Cup in Cali – Teamsprint (mit Hugo Barrette und Nick Wammes)
2022
 Panamerika-Meisterschaften – Teamsprint (mit Nick Wammes, James Hedgcock und Tyler Rorke)
 Kanadischer Meister – Zeitfahren